# Eleições estaduais em São Paulo em 1950
As eleições estaduais em São Paulo em 1950 ocorreram em 3 de outubro como parte das eleições gerais no Distrito Federal, em 20 estados e nos territórios federais do Acre, Amapá, Rondônia e Roraima. Nesse dia foram eleitos o governador Lucas Nogueira Garcez, o vice-governador Erlindo Salzano e o senador César Vergueiro, além de 40 deputados federais e 75 estaduais.
Engenheiro civil natural de São Paulo e formado em 1936 pela Universidade de São Paulo, Lucas Nogueira Garcez tomou parte na Revolução Constitucionalista de 1932 ainda nos tempos universitários e uma vez terminado o conflito especializou-se em Hidráulica. Após estágio na Diretoria de Obras Públicas da Secretaria de Viação e Obras Públicas de São Paulo, trabalhou no Departamento de Municipalidades e em 1939 tornou-se professor da Escola Politécnica da Universidade de São Paulo, onde foi vice-diretor. Superintendente da construção da Usina Hidrelétrica de Avanhadava, no Rio Tietê, prestou serviços à Fábrica Nacional de Motores em Duque de Caxias. Doutor em Ciências Físicas e Matemáticas na Universidade de São Paulo em 1946, presidiu a Associação Interamericana de Engenharia Sanitária. Membro do conselho administrativo do Instituto de Pesquisas Tecnológicas e diretor do Instituto de Engenharia de São Paulo, assumiu a Secretaria de Viação e Obras Públicas no governo Ademar de Barros, de quem recebeu o apoio para eleger-se governador de São Paulo via PSP em 1950.
A eleição resultou ainda na vitória de Erlindo Salzano, médico formado na Universidade de São Paulo. Nascido em Porto Ferreira, vivenciou a Revolução Constitucionalista de 1932 e nisso ingressou na Polícia Militar de São Paulo onde alcançou a patente de capitão. Frequentou a Fortaleza de São João onde se especializou em Medicina Esportiva pela Escola de Educação Física do Exército. Ligado politicamente a Ademar de Barros, dirigiu a Superintendência das Estâncias Hidrominerais, presidiu o Instituto da Previdência do Estado e foi diretor do Departamento de Saúde Publica do Ministério da Saúde. Após ingressar no PSP elegeu-se vice-governador de São Paulo em 1950.
Nascido em Santos, o advogado César Vergueiro formou-se na Universidade de São Paulo onde presidiu o Centro Acadêmico XI de Agosto. Eleito deputado federal em 1914, reelegeu-se sucessivamente até a Revolução de 1930 quando passou a compor a executiva do Partido Republicano Paulista até o surgimento do Estado Novo. Durante a interventoria de Ademar de Barros foi secretário de Justiça e mediante os acontecimentos que levaram ao fim da Era Vargas, filiou-se ao PSD e assumiu a presidência do diretório estadual paulista, muito embora tenha perdido a eleição para senador em 1945 e 1947. Neste último ano, Ademar de Barros voltou ao Palácio dos Bandeirantes em eleição direta e César Vergueiro reassumiu a Secretaria de Justiça. Após migrar para o PSP elegeu-se senador em 1950, porém não concluiu o mandato.

## Resultado da eleição para governador
Foram apurados 1.428.331 votos nominais.
| Candidatos a governador do estado | Candidatos a vice-governador | Número | Partido/Coligação             | Votação | Percentual      |
| --------------------------------- | ---------------------------- | ------ | ----------------------------- | ------- | --------------- |
| Lucas Nogueira Garcez PSP         | Ver abaixo -                 | -      | Pró-Getúlio Vargas (PSP, PTB) | 672.863 | 47,11%          |
| Hugo Borghi PRT                   | Ver abaixo -                 | -      | PRT (sem coligação)           | 404.736 | 28,34%          |
| Prestes Maia UDN                  | Ver abaixo -                 | -      | UDN, PSD, PR, PSB             | 350.732 | 24,55%<c/enter> |

## Resultado da eleição para vice-governador
Foram apurados 1.355.983 votos nominais.
| Candidatos a governador do estado | Candidatos a vice-governador | Número | Partido/Coligação   | Votação | Percentual |
| --------------------------------- | ---------------------------- | ------ | ------------------- | ------- | ---------- |
| Ver acima -                       | Erlindo Salzano PSP          | -      | PSP, PTB            | 653.452 | 48,19%     |
| Ver acima -                       | Ataliba Nogueira PRT         | -      | PRT (sem coligação) | 378.620 | 27,92%     |
| Ver acima -                       | Martins Filho PSD            | -      | UDN, PSD, PR        | 350.732 | 23,40%     |
| Ver acima -                       | Francisco Giraldes Filho PSB | -      | PSB (sem coligação) | 6.605   | 0,49%      |

## Resultado da eleição para senador
Foram apurados 1.327.699 votos nominais.
| Candidatos a senador da República | Primeiro suplente de senador | Número | Partido/Coligação   | Votação | Percentual |
| --------------------------------- | ---------------------------- | ------ | ------------------- | ------- | ---------- |
| César Vergueiro PSP               | Ver abaixo -                 | -      | PSP, PTB            | 658.058 | 49,56%     |
| Brasílio de Oliveira Neto PSD     | Ver abaixo -                 | -      | UDN, PSD, PR        | 353.732 | 26,64%     |
| Miguel Reale PRT                  | Ver abaixo -                 | -      | PRT (sem coligação) | 300.451 | 22,63%     |
| João da Costa Pimenta PSB         | Ver abaixo -                 | -      | PSB (sem coligação) | 15.458  | 1,17%      |

## Resultado da eleição para suplente de senador
Foram apurados 1.168.176 votos nominais.
| Candidatos a senador da República | Primeiro suplente de senador    | Número | Partido/Coligação   | Votação | Percentual |
| --------------------------------- | ------------------------------- | ------ | ------------------- | ------- | ---------- |
| Ver acima -                       | Lineu Prestes PSP               | 443    | PSP, PTB            | 645.267 | 55,24%     |
| Ver acima -                       | Cristiano Altenfelder Silva PSD | 410    | UDN, PSD, PR        | 351.552 | 30,09%     |
| Ver acima -                       | Guaracy Silveira PRT            | 189    | PRT (sem coligação) | 171.357 | 14,67%     |

## Deputados federais eleitos
São relacionados os candidatos eleitos com informações complementares da Câmara dos Deputados.

Representação eleita
  PSP: 13
  PTB: 9
  PSD: 7
  UDN: 6
  PTN: 5

| Deputados federais eleitos | Partido | Votação | Percentual | Cidade onde nasceu    | Unidade federativa |
| Emilio Carlos              | PTN     | 43.658  |            | Catanduva             | São Paulo          |
| Auro de Moura Andrade      | UDN     | 37.570  |            | Barretos              | São Paulo          |
| Carmelo d'Agostino         | PSP     | 34.927  |            | São Paulo             | São Paulo          |
| Manhães Barreto            | PSP     | 31.128  |            | Campos dos Goytacazes | Rio de Janeiro     |
| Frota Moreira              | PTB     | 30.500  |            | Fortaleza             | Ceará              |
| Ubirajara Keutenedjian     | PSP     | 30.421  |            | São Paulo             | São Paulo          |
| Cunha Bueno                | PSD     | 23.524  |            | São Paulo             | São Paulo          |
| Campos Vergal              | PSP     | 22.458  |            | Serra Negra           | São Paulo          |
| Ivete Vargas               | PTB     | 18.607  |            | São Borja             | Rio Grande do Sul  |
| Ranieri Mazzilli           | PSD     | 17.571  |            | Caconde               | São Paulo          |
| Paulo Abreu                | PTB     | 17.393  |            | São Paulo             | São Paulo          |
| Carvalho Sobrinho          | PSP     | 16.321  |            | Alfenas               | Minas Gerais       |
| Ferreira Martins           | PSP     | 16.213  |            | Santos                | São Paulo          |
| Ortiz Monteiro             | PTB     | 15.931  |            | São Paulo             | São Paulo          |
| Paulo Lauro                | PSP     | 15.721  |            | Descalvado            | São Paulo          |
| Anísio Moreira             | PSP     | 15.714  |            | Jaboticabal           | São Paulo          |
| Arnaldo Cerdeira           | PSP     | 15.392  |            | Manaus                | Amazonas           |
| Antônio Feliciano          | PSD     | 17.387  |            | Paraibuna             | São Paulo          |
| Moura Rezende              | PSP     | 15.027  |            | Caçapava              | São Paulo          |
| Menotti del Picchia        | PTB     | 14.842  |            | São Paulo             | São Paulo          |
| Artur Audrá                | PTB     | 14.708  |            | São Paulo             | São Paulo          |
| Vieira Sobrinho            | PSP     | 14.689  |            | Itapetininga          | São Paulo          |
| Eusébio Rocha              | PTB     | 14.050  |            | São Paulo             | São Paulo          |
| Ulysses Guimarães          | PSD     | 13.944  |            | Itirapina             | São Paulo          |
| Ernesto Pereira Lopes      | UDN     | 13.877  |            | São Paulo             | São Paulo          |
| Novelli Júnior             | PSD     | 13.775  |            | Itu                   | São Paulo          |
| Marrey Júnior              | PTB     | 13.708  |            | Itamarandiba          | Minas Gerais       |
| Romeu Fiori                | PTB     | 13.070  |            | São Simão             | São Paulo          |
| Castilho Cabral            | PSP     | 12.482  |            | Novo Horizonte        | São Paulo          |
| Dário Barros               | PTN     | 12.377  |            | Limeira               | São Paulo          |
| Mário Beni                 | PSP     | 12.236  |            | São Manuel            | São Paulo          |
| Lima Figueiredo            | PSD     | 11.945  |            | Rio de Janeiro        | Rio de Janeiro     |
| Íris Meinberg              | UDN     | 11.832  |            | Três Pontas           | Minas Gerais       |
| Marino Machado             | PSD     | 11.432  |            | São Paulo             | São Paulo          |
| Herbert Levy               | UDN     | 11.371  |            | São Paulo             | São Paulo          |
| Lauro Cruz                 | UDN     | 10.790  |            | Santos                | São Paulo          |
| Coutinho Cavalcanti        | PTN     | 9.622   |            | Recife                | Pernambuco         |
| Ferraz Egreja              | UDN     | 9.191   |            | Cristina              | Minas Gerais       |
| Nelson Omegna              | PTN     | 8.229   |            | Niterói               | Rio de Janeiro     |
| Alberto Bottino            | PTN     | 7.908   |            | Taiuva                | São Paulo          |

## Deputados estaduais eleitos
Estavam em jogo 75 vagas da Assembleia Legislativa de São Paulo.

Representação eleita
  PSP: 19
  PTB: 12
  UDN: 10
  PSD: 9
  PTN: 9
  PDC: 5
  PR: 3
  PSB: 2
  PRT: 2
  PRP: 2
  PL: 1
  PST: 1

| Deputados estaduais eleitos       | Partido | Votação | Percentual | Cidade onde nasceu    | Unidade federativa |
| Jânio Quadros                     | PDC     | 17.840  |            | Campo Grande          | Mato Grosso do Sul |
| Porfírio da Paz                   | PTB     | 16.122  |            | Araxá                 | Minas Gerais       |
| Lino de Matos                     | PSP     | 14.763  |            | Ipaussu               | São Paulo          |
| Paulo Ornellas Carvalho de Barros | PTB     | 11.169  |            | São Paulo             | São Paulo          |
| Conceição da Costa Neves          | PTB     | 10.905  |            | Juiz de Fora          | Minas Gerais       |
| Athiê Jorge Coury                 | PSP     | 10.482  |            | Itu                   | São Paulo          |
| Alfredo Farhat                    | PSD     | 10.341  |            | Lages                 | Santa Catarina     |
| Cid Franco                        | PSB     | 10.268  |            | Petrópolis            | Rio de Janeiro     |
| André Broca Filho                 | PSP     | 10.156  |            | Guaratinguetá         | São Paulo          |
| Mário Calazans                    | UDN     | 9.972   |            | Paraibuna             | São Paulo          |
| Vitor Maida                       | PSP     | 9.380   |            | Ibitinga              | São Paulo          |
| Cássio Ciampolini                 | PTB     | 9.322   |            | São Paulo             | São Paulo          |
| Osvaldo Ribeiro Junqueira         | PSP     | 8.941   |            | Guarulhos             | São Paulo          |
| Diógenes Ribeiro de Lima          | PSP     | 8.870   |            | São Paulo             | São Paulo          |
| Osny Silveira                     | UDN     | 8.473   |            | São Roque             | São Paulo          |
| Duílio Poli                       | PTN     | 8.183   |            | Jaboticabal           | São Paulo          |
| Mendonça Falcão                   | PSP     | 7.872   |            | São Paulo             | São Paulo          |
| Arnaldo Borghi                    | PTN     | 7.630   |            | Campinas              | São Paulo          |
| Camilo Ascar                      | UDN     | 7.442   |            | Ribeirão Preto        | São Paulo          |
| Felício Tarabay                   | PSP     | 7.305   |            | São Paulo             | São Paulo          |
| Lincoln Feliciano                 | PSD     | 7.251   |            | Paraibuna             | São Paulo          |
| José Romeiro Pereira              | PSD     | 7.056   |            | Jundiaí               | São Paulo          |
| Antônio Pinheiro Camargo Júnior   | PTN     | 6.870   |            | Mongaguá              | São Paulo          |
| Martinho Di Ciero                 | PSP     | 6.673   |            | Campinas              | São Paulo          |
| Amadeu Narciso Pieroni            | PSP     | 6.664   |            | São Paulo             | São Paulo          |
| Plácido Rocha                     | PSP     | 6.610   |            | Bananeiras            | Paraíba            |
| Péricles Rolim                    | PTB     | 6.548   |            | Fartura               | São Paulo          |
| Luiz Dias Gonzaga                 | PSP     | 6.252   |            | São Paulo             | São Paulo          |
| Francisco Scalamandré Sobrinho    | PTB     | 6.239   |            | Araraquara            | São Paulo          |
| Yukishigue Tamura                 | PDC     | 6.220   |            | São Paulo             | São Paulo          |
| Joaquim Paes de Barros Neto       | UDN     | 6.188   |            | Bocaina               | São Paulo          |
| Pedro Antônio Fanganielo          | PSP     | 6.047   |            | São Paulo             | São Paulo          |
| Paulo Teixeira de Camargo         | PSP     | 6.042   |            | Campinas              | São Paulo          |
| Wladimir de Toledo Piza           | PTB     | 6.020   |            | Serra Negra           | São Paulo          |
| José Miraglia                     | PSP     | 5.937   |            | Itapuí                | São Paulo          |
| Leônidas Camarinha                | PSP     | 5.848   |            | Marília               | São Paulo          |
| Gualberto Moreira                 | PSP     | 5.814   |            | Sorocaba              | São Paulo          |
| Luiz Augusto de Oliveira          | PSD     | 5.642   |            | São Carlos            | São Paulo          |
| Asdrubal Euritisses da Cunha      | PSP     | 5.582   |            | Bagé                  | Rio Grande do Sul  |
| Francisco Eumene de Oliveira      | PTB     | 5.415   |            | Santos                | São Paulo          |
| Antonio de Paula Leite Neto       | PTN     | 5.410   |            | Itu                   | São Paulo          |
| Teresa Delta                      | PSP     | 5.390   |            | São Paulo             | São Paulo          |
| Manuel Vitor                      | PDC     | 5.372   |            | Juiz de Fora          | Minas Gerais       |
| José Alves Cunha Lima             | PTB     | 5.247   |            | Itaquaquecetuba       | São Paulo          |
| Rui Costa Rodrigues               | PTB     | 5.180   |            | São Luís              | Maranhão           |
| Valentim Amaral                   | PTB     | 5.121   |            | Santo André           | São Paulo          |
| Antônio Novais Romeu              | UDN     | 4.994   |            | São Vicente           | São Paulo          |
| Juvenal Saion                     | UDN     | 4.956   |            | Birigui               | São Paulo          |
| Nelson Fernandes                  | PTB     | 4.920   |            | Porto Alegre          | Rio Grande do Sul  |
| João Batista de Carvalho          | PSD     | 4.843   |            | Rio de Janeiro        | Rio de Janeiro     |
| Alberto Andaló                    | PTN     | 4.759   |            | São José do Rio Preto | São Paulo          |
| Rui de Almeida Barbosa            | PTN     | 4.647   |            | São Simão             | São Paulo          |
| Pacheco Chaves                    | PSD     | 4.592   |            | São Paulo             | São Paulo          |
| Vicente de Paula Lima             | UDN     | 4.467   |            | Franca                | São Paulo          |
| Araripe Serpa                     | PTN     | 4.457   |            | São Paulo             | São Paulo          |
| Miguel Petrilli                   | PDC     | 4.455   |            | Ibaté                 | São Paulo          |
| Alípio Correia Neto               | PSB     | 4.453   |            | Cataguases            | Minas Gerais       |
| João Bravo Caldeira               | PSD     | 4.413   |            | Taubaté               | São Paulo          |
| Adernar Carvalho Gomes            | UDN     | 4.314   |            | Limeira               | São Paulo          |
| José Ferreira Kefer               | PSD     | 4.287   |            | Suzano                | São Paulo          |
| Amaral Furlan                     | UDN     | 4.175   |            | Sertãozinho           | São Paulo          |
| Jaime de Almeida Pinto            | PSD     | 4.123   |            | São Carlos            | São Paulo          |
| Francisco Bernardes Ferreira      | UDN     | 4.082   |            | Rio Claro             | São Paulo          |
| Vicente Botta                     | PTN     | 3.981   |            | São Carlos            | São Paulo          |
| Rafael dos Santos Tavares         | PTN     | 3.878   |            | São Paulo             | São Paulo          |
| Antônio Flaquer                   | PDC     | 3.798   |            | Itu                   | São Paulo          |
| José Bertola                      | PL      | 3.235   |            | Araçatuba             | São Paulo          |
| Décio de Queiroz Teles            | PR      | 3.229   |            | Francisco Morato      | São Paulo          |
| Sales Filho                       | PR      | 3.166   |            | São Paulo             | São Paulo          |
| Derville Allegretti               | PR      | 2.912   |            | Resende               | Rio de Janeiro     |
| Arual Antônio dos Santos          | PST     | 2.356   |            | Bragança Paulista     | São Paulo          |
| Augusto do Amaral                 | PRT     | 2.262   |            | Rio de Janeiro        | Rio de Janeiro     |
| João Salgado Sobrinho             | PRT     | 2.156   |            | Matão                 | São Paulo          |
| Renê Pena Chaves                  | PRP     | 1.963   |            | Santo André           | São Paulo          |
| Hilário Torloni                   | PRP     | 1.909   |            | São Paulo             | São Paulo          |